# Port lotniczy Narathiwat
Port lotniczy Narathiwat (IATA: NAW, ICAO: VTSC) – port lotniczy położony w Narathiwat, w prowincji Narathiwat, w Tajlandii.